# Sæby Sogn (Kalundborg Kommune)
Sæby Sogn ist eine Kirchspielsgemeinde (dän.: Sogn) auf der dänischen Insel Seeland.
Bis 1970 gehörte sie zur Harde Løve Herred im damaligen Holbæk Amt, danach zur Høng Kommune im Vestsjællands Amt, die wiederum im Zuge der Kommunalreform zum 1. Januar 2007 in der erweiterten Kalundborg Kommune in der Region Sjælland aufgegangen ist.

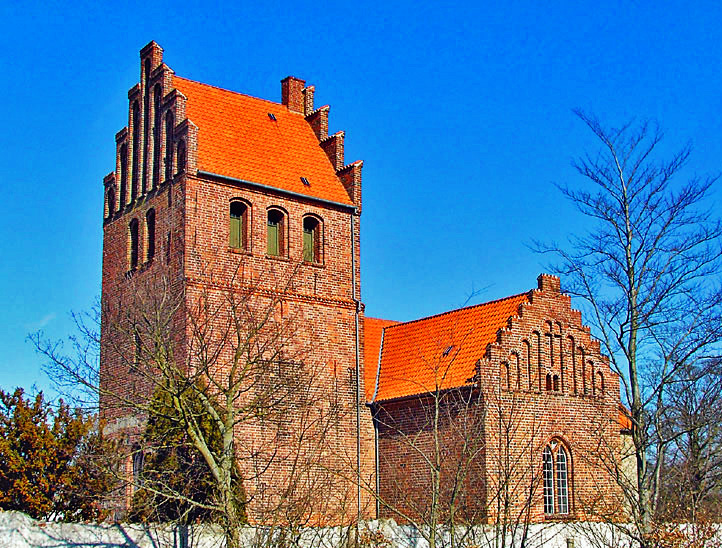
Sæbygård kirke

Am 1. Januar 2023 lebten im Kirchspiel 541 Einwohner, davon 354 im Kirchort Sæby. Die „Sæby Kirke“ liegt auf dem Gebiet der Gemeinde.
Nachbargemeinden sind im Norden Buerup Sogn, im Nordosten Reerslev Sogn, im Südosten auf dem Gebiet der Sorø Kommune das Kirchspiel Ruds Vedby Sogn, im Süden Finderup Sogn und im Westen Hallenslev Sogn. Im Nordwesten grenzt das Kirchspiel an den Tissø. Ebenfalls zum Sogn gehört die kleine, nordwestlich gelegene Ortschaft Lunden.
Zur Gemeinde gehört das Hofgut Sæbygård, das seit dem Beginn des 12. Jahrhunderts belegt ist. Es hat eine Größe von 408 Hektar. Hier starb im Jahr 1204 der dänische Heerführer Esbern Snare, der Gründer von Kalundborg.